# Acacia repens
Acacia repens är en ärtväxtart som beskrevs av Alexander Segger George. Acacia repens ingår i släktet akacior, och familjen ärtväxter. Inga underarter finns listade i Catalogue of Life.